# Vlag van Marokko
De vlag van Marokko is een dieprode vlag met in het midden een groen pentagram en werd ontworpen in 1915. Marokko kende sinds zijn ontstaan diverse vlaggen. Elke dynastie had een eigen vlag, zoals de dynastieën der Almohaden, Saaditen en Alaouiten. Alleen al het laatste en huidige koninkrijk telde drie verschillende vlaggen, maar deze hadden wel allemaal rood als basiskleur. Na de onafhankelijkheid van het land in 1956 is de vlag de officiële vlag van het land gebleven.

## Ontwerp

### Geschiedenis
Tijdens het regime van de Alaouiten werd een effenrode vlag gevoerd. De groene vijfpuntige ster werd op 17 november 1915 geïntroduceerd per koninklijk decreet door Sultan Moulay Youssef. In dit decreet werd de ster benoemd als "Sceau de Salomon", oftewel Zegel van Salomon (Arabisch: خاتم سليمان Khātam Sulaymān).
De verandering van de vlag werd gedaan om het te onderscheiden van andere vlaggen, die in die tijd ook effen rood waren. Het ging hierbij dan bijvoorbeeld om de vlaggen van Oman, Zanzibar en een aantal kleinere staten in Indonesië, India en Afrika.

### Kleuren
De huidige vlag bevat het onderstaande kleurenpalet:
| Codering     | Groen          | Rood          |
| ------------ | -------------- | ------------- |
| Hexadecimaal | #006233        | #c1272d       |
| RGB          | 0, 98, 51      | 193, 39, 45   |
| Pantone      | 3425 C         | 7620 C        |
| CMYK         | 100, 0, 48, 62 | 0, 80, 77, 24 |

### Maten
De hoogte en de lengte van de vlag verhouden zich als twee staat tot drie. In het midden bevindt zich een groen, vijfbenig pentagram. De vlag draagt de groene ster meestal symmetrisch rond de verticale middellijn. Het wordt soms ook gepresenteerd met de groene ster symmetrisch ten opzichte van de horizontale middenas, het axiale punt wordt dan naar het zwevende deel gericht. Deze variant werd gezien voor het koninklijke mausoleum in Rabat. 

Maatvoering Marokkaanse vlag

## Koninklijke vlaggen

Koninklijke standaard
Koninklijke vlag

## Vlaggen van Marokkaanse dynastieën, koninkrijken en republieken

### Dynastie der Meriniden (1258-1420)

Vlag van Marokko, lang gebruikt met witte banier (Meriniden 1258-1420, Wattasiden 1465-1554, Saaditen 1554-1659)

### Koninkrijk van Fez (1420-1454)[4]

Vlag van het koninkrijk van Fez.

### Dynastie der Wattasiden (1465-1554)

Vlag van Marokko (1465-1554)

### Dynastie der Saaditen(1554-1659)

Vlag van Marokko, lang gebruikt met witte banier (Meriniden 1258-1420, Wattasiden 1465-1554, Saaditen 1554-1659)

### Dynastie der Alaouieten (1666-heden)

Vlag van Marokko (1666-1915)
Vlag van Marokko (1915-heden)

## Militaire vlaggen

### Verleden
De dynastieën in de Marokkaanse geschiedenis gebruikten de kleuren van hun dynastie als grondvlak voor hun militaire vlaggen, waarop vaak weer teksten uit de heilige Koran werd geschreven.
Tijdens de 19e eeuw werden rode vlaggen gebruikt met een Zulfiqar erop. Dit was het tweepuntige zwaard van kalief Ali ibn Abi Talib.

Het zwaard werd echter door waarnemers verkeerd geïnterpreteerd, waardoor op vele afbeeldingen uit de 19e eeuw een teken lijkende op een schaar werd uitgebeeld.

Vlag gebruikt in de 19e eeuw
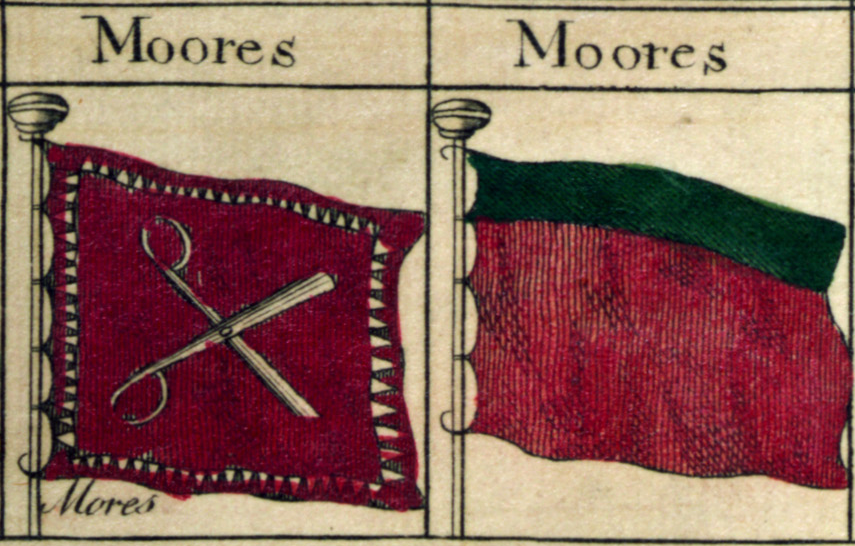
Fragment "Bowles Chart of 1783"
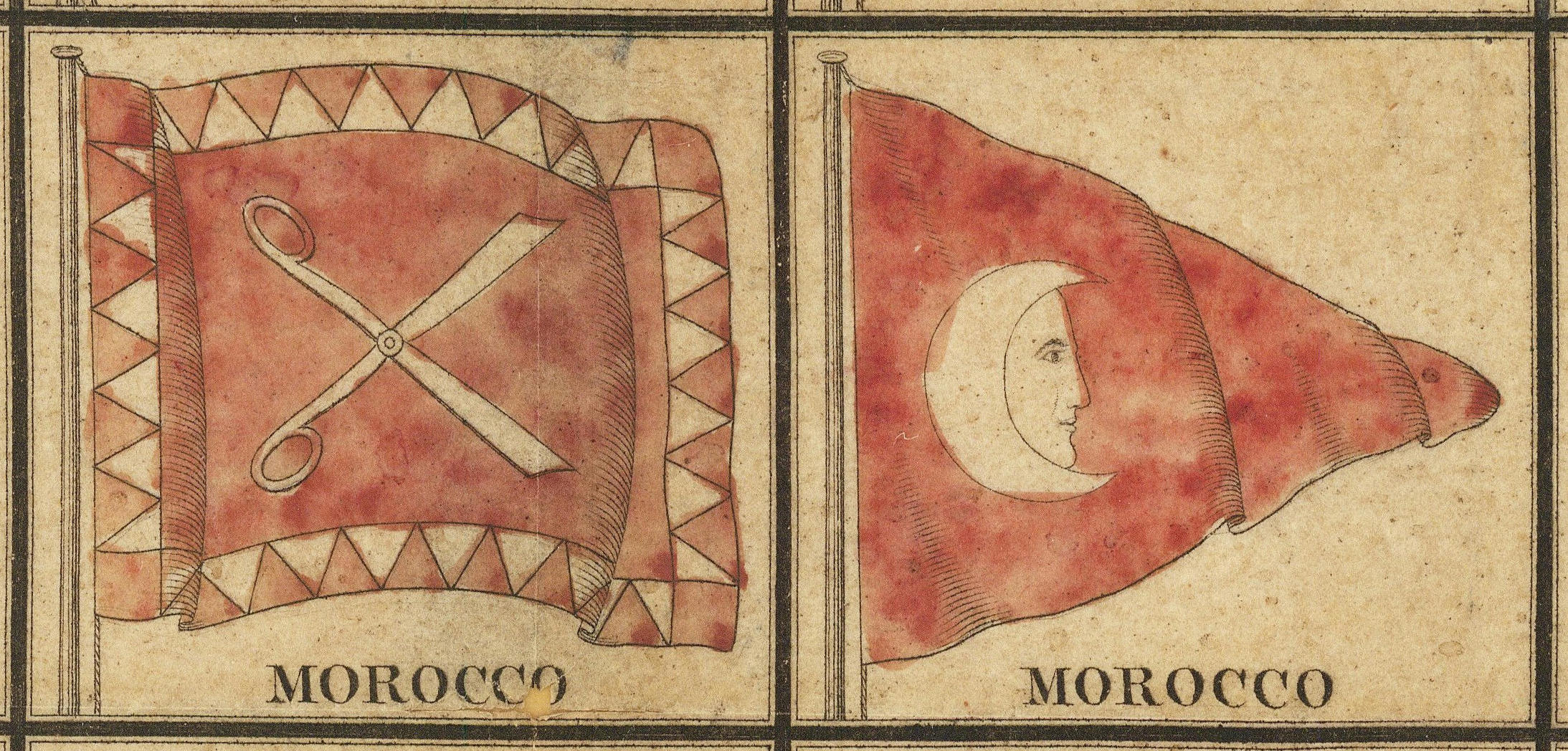
Fragment 1837
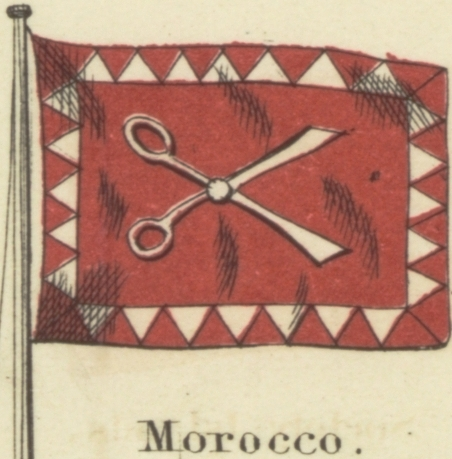
Fragment 1868
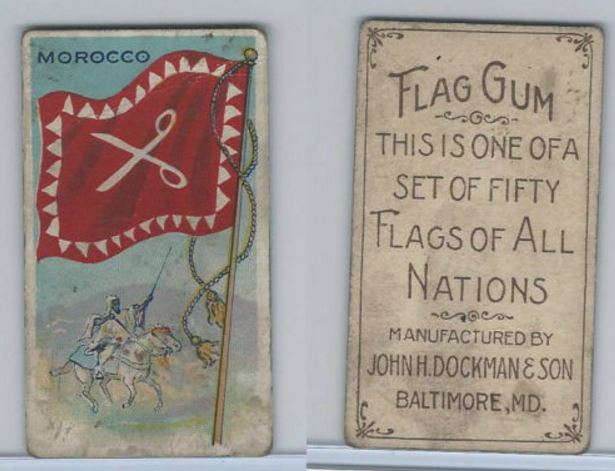
Fragment 1910
Maritieme Vlag 17e tot begin 20e eeuw
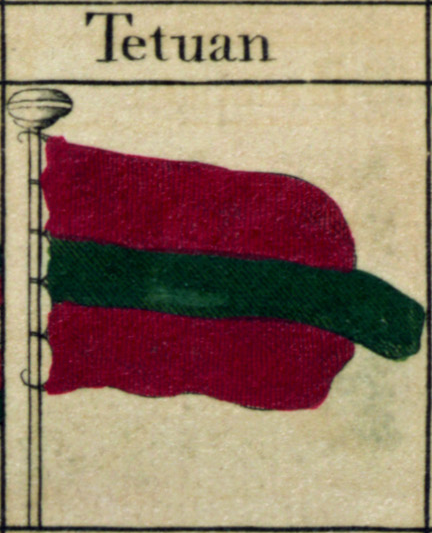
Maritieme vlag van Tetouan
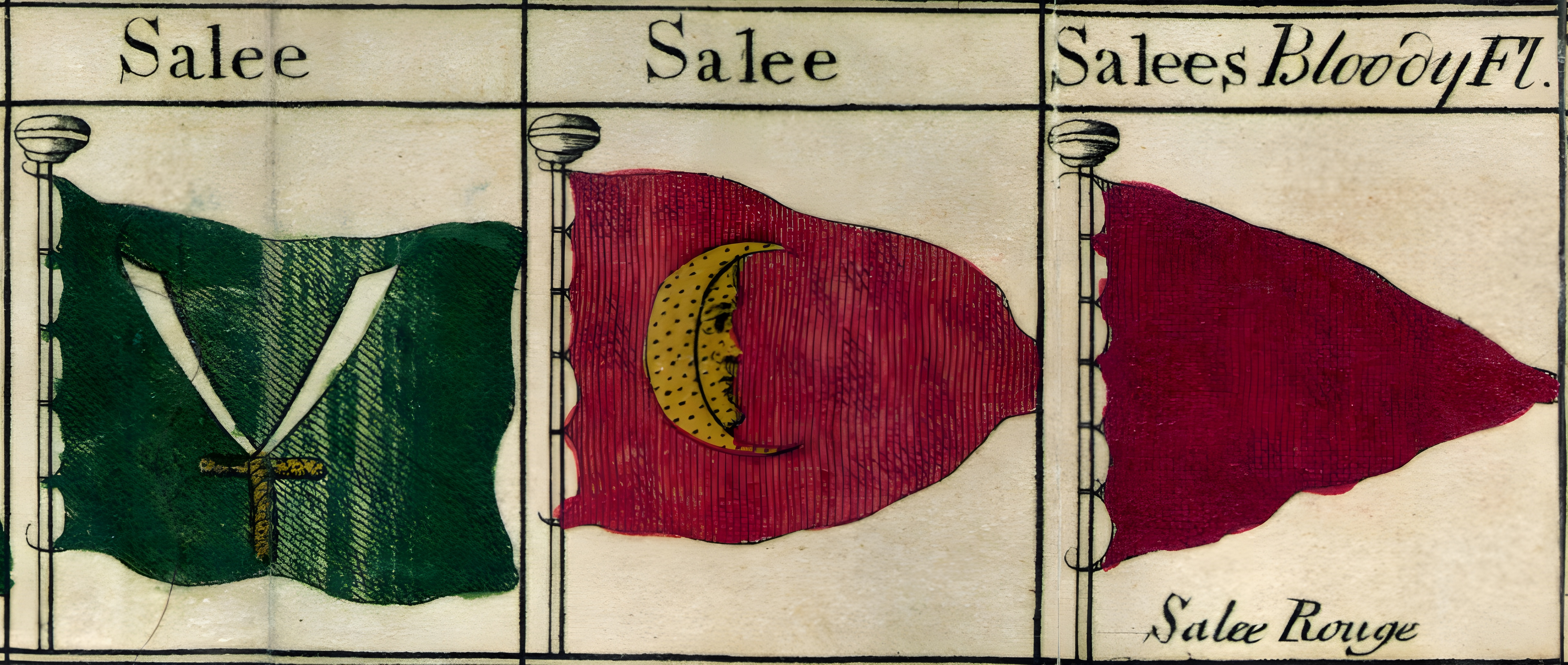
Marinevlaggen van Salé

### Heden

Koninklijke strijdkrachten
Koninklijke marine
Koninklijke landmacht
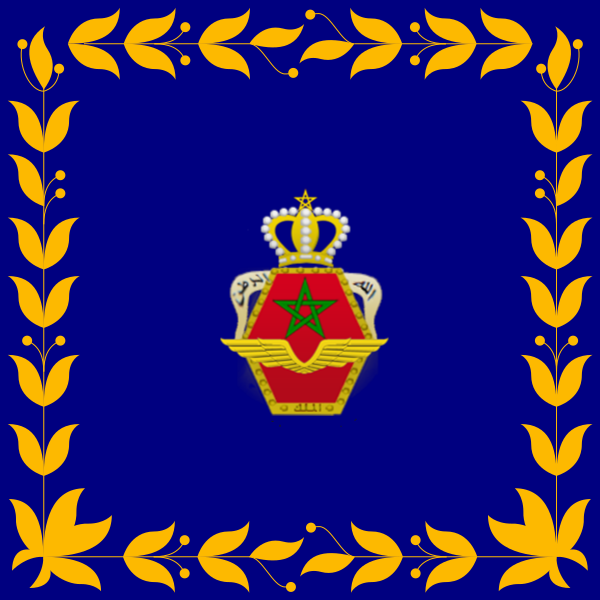
Koninklijke luchtmacht
Koninklijke Gendarmerie
Koninklijke Garde

## Vlaggen van Republieken

Vlag van republiek Salé (1624-1668)
Vlag van de republiek van het Rifgebergte (1921-1926)

## Vlaggen uit het koloniale tijdperk

Handelsvlag van Frans-Marokko (1912-1956)
Handelsvlag van Spaans-Marokko (1912-1956)
Vlag van Internationale Zone van Tanger (1923–1956)
Standaard van de Sultan (Franse Zone,1939) [5]
Vlag van de Grootvizier van Marokko (Spaanse Zone, 1939)[5]
Standaard van de Kalief (Spaanse Zone, 1939)[5]